# Moita
Moita là một huyện thuộc tỉnh Setúbal, Bồ Đào Nha. Huyện này có diện tích 55 km², dân số thời điểm năm 2001 là 67449 người.